# HMS Hermes (95)
La HMS Hermes (Pennant number 95), è stata una portaerei leggera della Royal Navy, nona a portare questo nome ed unica della sua classe. Costruita nei cantieri Armstrong Whitworth, venne impostata nel gennaio 1918, varata nel settembre 1919 ed entrò in servizio nel 1923. Rimase in servizio fino alla seconda guerra mondiale, durante la quale venne affondata il 9 aprile 1942 presso Colombo, Ceylon, da forze dell'aeronautica navale giapponese durante l'incursione giapponese nell'Oceano Indiano.

## Progetto
Come la Hōshō, la Hermes venne costruita su uno scafo simile a quello di un incrociatore, incorporando però le lezioni apprese dalle precedenti portaerei come la Furious e la Argus. Venne previsto un unico ponte di volo per tutta la lunghezza della nave, con un'"isola" sul lato di destra che includeva anche il fumaiolo. Questa innovazione permise di avere una buona visuale per il comando della nave senza comunque interferire con le operazioni di volo. Venne scelto di posizionare l'isola a destra in quanto i primi aerei ad elica avevano motori che giravano in senso orario (visti da dietro). La turbolenza e la spinta generate tendevano a spingere gli aerei in decollo a sinistra. Le sovrastrutture vennero quindi posizionate a destra per evitare di fornire eventuali ostacoli ai mezzi in decollo. L'albero a tripode era particolare, avendo due "gambe" davanti e una dietro, in un'impostazione molto insolita. L'esperienza con la Hermes dimostrò che l'equipaggio addetto al volo era troppo ridotto, la protezione della nave era insufficiente e l'autonomia limitata, mentre la velocità era troppo ridotta per permettere all'unità di operare integrata in una flotta. Inoltre la stabilità era scarsa e la nave reggeva poco il mare mosso.
Nonostante le dimensioni, la Hermes poteva trasportare solo 20 aerei. Come le altre portaerei del tempo, alla costruzione venne equipaggiata con cavi longitudinali, in seguito sostituiti negli anni 30 con cavi d'arresto trasversali.

## Servizio
Inizialmente progettata per trasportare 15 aerei, dopo il raddobbo del 1938 ne poteva portare 20.

## La fine

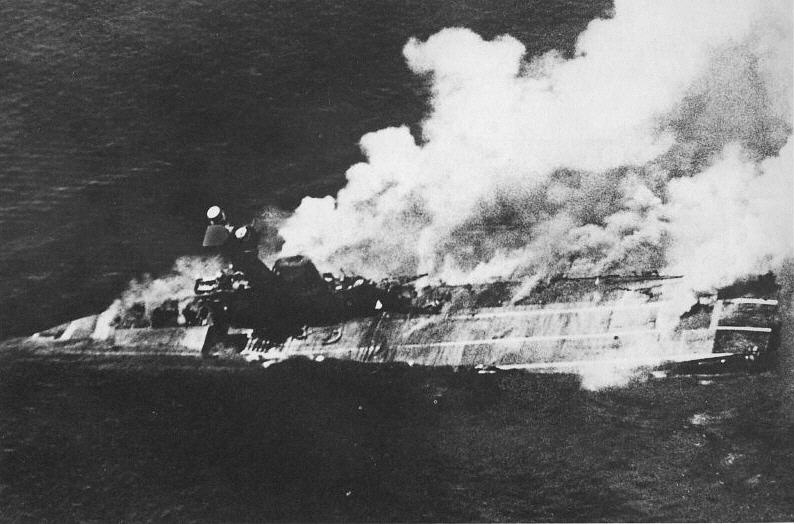
L’affondamento della nave da parte degli aerei giapponesi.

La nave venne affondata il 9 aprile 1942 quando 80 bombardieri giapponesi in picchiata con scorta di caccia diressero sulla nave (comandata da Richard Francis John Onslow, MVO, Distinguished Service Cross) e la sottoposero ad un pesante martellamento. Centrata da diverse bombe affondò insieme alla sua nave di scorta, il cacciatorpediniere HMAS Vampire, alla corvetta Hollyhock e a due petroliere a sud est di Trincomalee, Ceylon alle coordinate 07°35'N, 82°05'E. All'attacco assisté la nave ospedale Vita che accorse a recuperare i naufraghi; cionondimeno, vi furono pesanti perdite umane.